# Frank G. Clement
Frank Goad Clement, född 2 juni 1920 i Dickson, Tennessee, död 4 november 1969 i Nashville, Tennessee, var en amerikansk demokratisk politiker. Han var guvernör i delstaten Tennessee 1953–1959 och 1963–1967.
Clement studerade juridik och arbetade därefter en kort tid som FBI-agent. Han deltog i andra världskriget i USA:s armé.
Clement besegrade ämbetsinnehavaren Gordon Browning i demokraternas primärval inför 1952 års guvernörsval. Han vann sedan själva guvernörsvalet och var bara 32 år gammal vid tidpunkten av sitt tillträde till guvernörsämbetet. Under Clements första ämbetsperiod ändrades mandatperioden från två till fyra år. Efter fyra år i ämbetet var det inte på den tiden möjligt att ställa upp till omval. Clement valdes 1954 till en fyraårig mandatperiod. Han stödde Buford Ellington i 1958 års guvernörsval. Fyra år senare fick han i sin tur Ellingtons stöd i guvernörsvalet. Efter ytterligare fyra år som guvernör bestämde sig Clement för att kandidera till USA:s senat. Han förlorade 1966 års senatsval mot republikanen Howard Baker.
Clement omkom i en bilolycka. Hans grav finns på begravningsplatsen Dickson County Memorial Gardens i Dickson County.